# Mondi
Mondi Group是一家跨國包装和纸业公司，在約翰內斯堡證券交易所及倫敦證券交易所双重上市，其中“Mondi Limited”的總部位於約翰內斯堡，“Mondi plc”的總部位於阿德利斯通，集團總部位於維也納。

## 歷史
Mondi本是英美資源集團股份旗下產業，2007年7月2日獨立。

## 外部連接
- 官方網站（页面存档备份，存于）